# Açúcar de coco

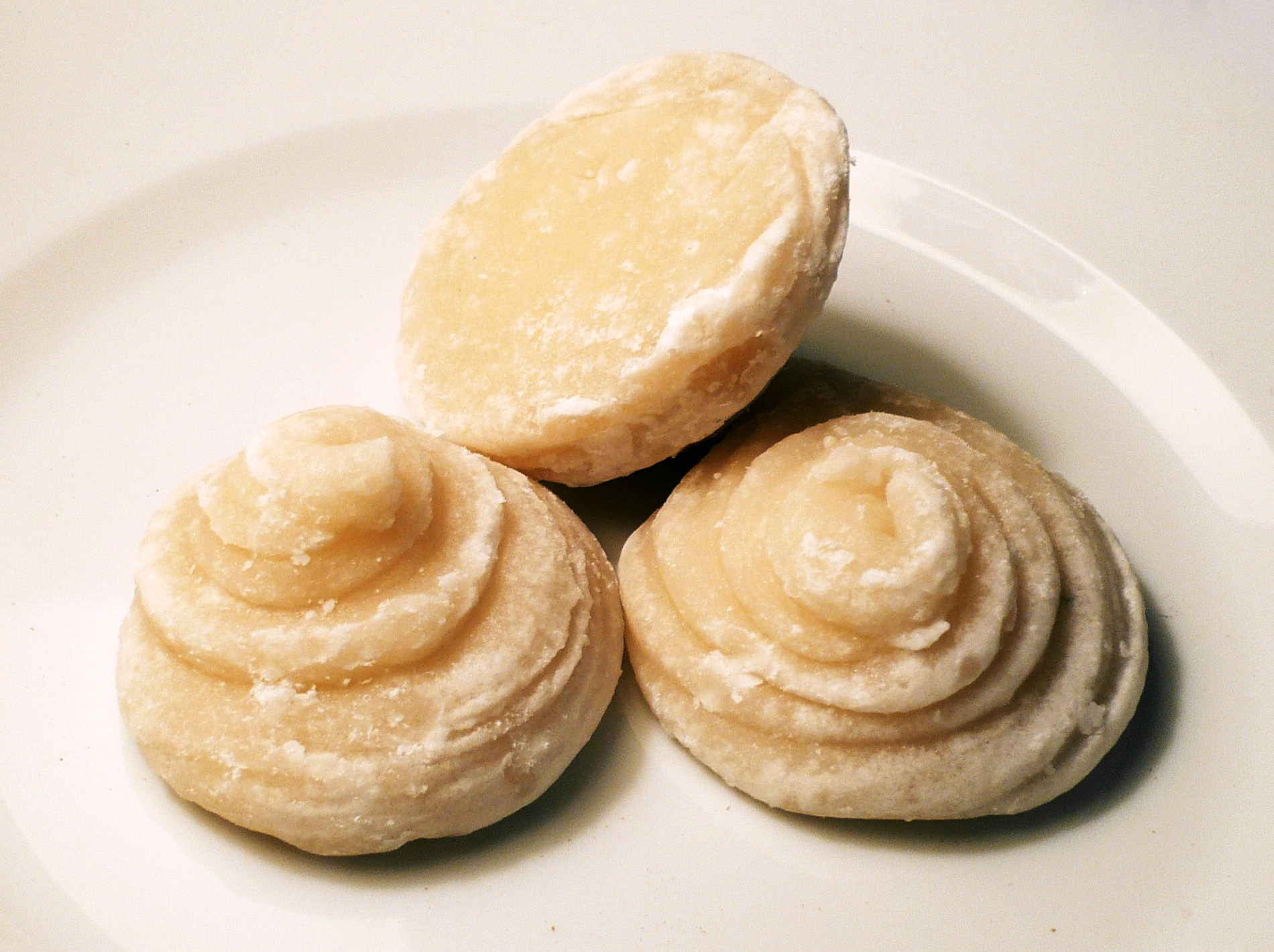
Três pedaços de açúcar de coco produzidos comercialmente

Açúcar de palma, também chamado comumente de açúcar de coco, é um adoçante derivado a partir de uma variedade qualquer de palmeira. Cada tipo origina-se de uma fonte diversa e apresenta uma composição química ligeiramente diferente. Apesar disto, são processados da mesma forma e têm aplicações similares.
Os tipos de palmeira predominantes são: borassus; tamareira; nypa;  Arenga pinnata; e o coqueiro.

## Produção
O açúcar de palma é produzido através da ebulição da seiva coletada, até que engrosse. A seiva fervida pode ser vendida como xarope de palma. É vendida em garrafas ou latas, e tende a ser grossa e cristalizar-se ao longo do tempo. A seiva fervida pode ser também solidificada na forma de barras. Pode variar em cor, de loiro escuro a quase preto (tal qual gula green indonésio), passando pelo castanho escuro.